# Habbo
 (juin 2022).
- Si vous ne connaissez pas le sujet, laissez ce bandeau (vous pouvez alors contacter les auteurs).
- Si vous supprimez le contenu mis en cause (vous pouvez préalablement contacter les auteurs),

argumentez précisément cette suppression dans la page de discussion
(un manque de référence n'est pas un argument ; une recherche réelle de référence doit avoir été effectuée, être formellement documentée).
Pour l’article ayant un titre homophone, voir Abo.
Habbo (anciennement Habbo Hotel) est un monde virtuel prévu pour les adolescents âgés d'au moins 13 ans. Les joueurs y incarnent un avatar, personnage virtuel qu'ils ont la possibilité de personnaliser. Ces derniers évoluent dans des appartements créés par les joueurs ou l'équipe du site et peuvent interagir avec les autres utilisateurs principalement par le biais d'un chat. L'inscription et l'utilisation du site est gratuite mais des contenus supplémentaires comme du mobilier ou des abonnements peuvent être obtenus après paiement. Le jeu est surveillé par des modérateurs.
Le jeu, disponible dès 2000 dans sa version finlandaise et depuis novembre 2004 dans sa version française, est édité par la société finlandaise Sulake Corporation. Il comptait en août 2012 selon la société 273 millions de comptes enregistrés et 5 millions de visiteurs uniques chaque mois.
En juin 2012, une enquête menée par la chaîne britannique Channel 4 révèle des dysfonctionnements dans les systèmes de sécurité utilisés pour surveiller et protéger les utilisateurs au sein du jeu.
En janvier 2021, à la suite de l'abandon définitif de la technologie Adobe Flash, une nouvelle version utilisant le moteur de jeu Unity est lancée.

## Historique du jeu

### De Mobiles Disco à Habbo Hotel

#### Mobiles Disco
Dans les années 1990, Sampo Karjalainen et Aapo Kyrölä, deux jeunes finlandais, se rencontrent au sein de leur entreprise de télécommunications Finnish IT. Ensemble, ils créent en novembre 1999 pendant leur temps libre pour le groupe de rap finlandais « Mobiles »  une plateforme virtuelle intitulée « Mobiles Disco » basée sur la technologie Fuse où les internautes peuvent se créer un personnage virtuel et discuter avec d'autres utilisateurs.
Initialement ouvert aux joueurs finlandais, le succès que connaît le site encore rudimentaire les pousse à ouvrir une version pour les utilisateurs étrangers.
« Mobiles Disco » était disponible jusqu'en février 2002[source insuffisante].

#### Lumisota - SnowWar
Forts de leur premier succès, les deux jeunes sont rapidement repérés par la société finlandaise Taivas et l'opérateur Radiolinja qui leur demandent de concevoir un jeu pour lequel les joueurs auront besoin d'envoyer des SMS surtaxés afin d'améliorer leur expérience de jeu. Ils lanceront ainsi en février 2000 un jeu intitulé « SnowWar » (ou « Lumisota ») consistant en une bataille de boules de neige. Le jeu n'a cependant pas rencontré le succès espéré,.

#### Hotelli Kultakala (Hôtel Poisson Rouge)
Toujours à la demande de la société Elisa (qui a alors racheté Taivas et Radiolinja), Sampo Karjalainen et Aapo Kyrölä s'attèlent avec une équipe de développeurs à la création d'une nouvelle plateforme sociale sur internet.
L'entreprise Elisa décide alors de créer une nouvelle filiale nommée Sulake (« fusible » en finnois) afin d'assurer la conception, le développement du service et pour faciliter les levées de fonds nécessaires. L'entreprise ne compte alors qu'une dizaine d'employés dont principalement des anciens collègues des deux créateurs.
Ils lancent alors sur le site internet Elisa Hotelli Kultakala (« Hôtel Poisson Rouge » en français) en août 2000.

#### Habbo Hotel

##### Le développement
Au vu du rapide engouement que provoque Hotelli Kultakala, l'entrepreneuse britannique Dee Edwars (en) propose aux deux fondateurs de créer une version anglophone du site. « Je pensais vraiment que les entreprises numériques pouvaient avoir du succès en utilisant la technologie pour gérer une entreprise efficacement et tirer parti des nouvelles formes de communication ».
Ils planchent alors sur les moyens de rendre le site rentable par le biais de la publicité et/ou d'une participation payante des utilisateurs.
En 2001, ils rendent disponible une version beta du jeu en anglais puis lancent officiellement « Habbo UK » en janvier 2001. C'est la première fois qu'ils utilisent le nom "Habbo Hotel".
Surfant sur la vague du déploiement d'internet en Europe, ils décidèrent d'ouvrir d'autres versions de leur jeu. C'est ainsi qu'en 2001, ils ouvrirent une version suisse puis une version japonaise en 2003 grâce aux fonds reçus par des investisseurs. Après cette date, ils continueront à étendre leur compagnie en ouvrant sur ses fonds propres de nouvelles versions dans le monde entier.

##### Déclin
Cette section ne s'appuie pas, ou pas assez, sur des sources secondaires ou tertiaires indépendantes du sujet.

Pour l'améliorer, ajoutez-en, ou placez des modèles {{Source secondaire souhaitée}} ou {{Source secondaire nécessaire}} sur les passages mal sourcés. (octobre 2023)
En juin 2012, Habbo connaît une période critique lorsque Channel 4, une chaîne de télévision britannique, révèle un scandale concernant les procédures de modération et de sécurité du jeu. Cette révélation est rapidement relayée par plusieurs médias internationaux, conduisant à une perte de confiance de la part des joueurs et de leurs parents. En conséquence, Sulake, l'entreprise à l'origine de Habbo, subit une vague de licenciements en octobre 2012 et voit certains de ses investisseurs se retirer.
Face à cette situation, Paul LaFontaine, alors PDG de Sulake, prend la décision de suspendre toutes les communications sur le jeu pendant une courte période. Cette mesure entraîne une baisse significative du nombre d'utilisateurs actifs, certains délaissant définitivement la plateforme.
Un autre facteur influant sur le déclin de Habbo est l'émergence des "rétros"[source insuffisante]. Il s'agit de versions piratées de Habbo offrant des crédits illimités aux joueurs. Ces versions non officielles ont engendré des pertes financières considérables pour Sulake, et sont probablement l'une des raisons des multiples vagues de licenciements survenues au fil des ans.
De plus, l'obsolescence progressive de la technologie Flash, sur laquelle Habbo reposait, a été un défi majeur pour la pérennité du jeu. Les principaux navigateurs tels que Google Chrome et Mozilla Firefox ont progressivement cessé de supporter Flash, qui a été complètement abandonné en janvier 2021. Pour s'adapter, Sulake a lancé une nouvelle version de Habbo basée sur le moteur Unity. Cependant, ce changement n'a pas été bien reçu par tous les joueurs en raison de la suppression ou de la modification de certaines fonctionnalités phares de la plateforme. En témoignage de leur insatisfaction, un mouvement sous le hashtag #SaveHabbo a vu le jour sur Twitter en décembre 2020 et a rapidement gagné en popularité.

##### Chronologie
Les dates relatives à la version française sont indiquées ci-dessous en gras.
- Novembre 2004 : Sulake ouvre une version française de son jeu. Le premier compte du jeu, sans doute celui d'un technicien, a pourtant été ouvert le 17 septembre 2003.
- Mai 2006 : l'entreprise change le nom de domaine principal du jeu anciennement habbohotel.com pour habbo.com ainsi que le nom « Habbo Hotel » pour « Habbo » sur la majorité des pages du jeu.
- Août 2007 : la communauté chinoise ferme ses portes car les coûts d'exploitation sont trop importants relativement au nombre d'utilisateurs[réf. souhaitée].
- Décembre 2008: le site russe annonce qu'il fermera ses portes en février 2009 car le jeu ne connaît pas là-bas le succès espéré[réf. souhaitée].
- Juin 2009 : Sulake abandonne la technologie Shockwave pour la technologie Flash et propose une nouvelle version de son interface de jeu accessible à une poignée d'utilisateurs triés sur le volet.
- Novembre 2009 : la nouvelle interface utilisant Flash est déployée pour l'ensemble des utilisateurs après les retours des premiers utilisateurs.
- Décembre 2009 - Janvier 2010 : les utilisateurs ont maintenant la possibilité d'utiliser leurs comptes de réseaux sociaux pour s'inscrire et se connecter au jeu de façon simplifiée. Dans le même temps, une application sur la page Facebook du jeu permet aux utilisateurs de se connecter directement au jeu. Avec cette nouveauté, Sulake espère accroitre l'influence et la présence de son jeu sur les réseaux sociaux et ainsi gagner de nouveaux utilisateurs.
- Janvier 2010 : Sulake annonce la fusion de la version américaine et canadienne du jeu qui devait être effective en avril 2010[6][source insuffisante],[7][source insuffisante]. Finalement, ce sont toutes les communautés anglophones (version américaine, canadienne, anglaise, singapourienne et australienne) qui seront fusionnées à terme au 30 mars 2011. Au-delà du fait de rassembler l'ensemble des utilisateurs parlant un même langage sur une même version, c'est surtout l'occasion pour la société de réduire les coûts d'exploitation du jeu. En effet, chacun des bureaux locaux employant les salariés de chacune des versions ont progressivement été fermés. La présence d'utilisateurs de pays situés sur des fuseaux horaires différents permet également de rationaliser les effectifs de modération[8][source insuffisante].
- Février 2012 : Paul LaFontaine, alors PDG de Sulake, annonce un plan de licenciement de grande envergure concernant le licenciement de 40 à 60 salariés du groupe soit 25 % de l'effectif total de l'entreprise dans le monde[9],[10],[11]. Avec ces licenciements, l'entreprise souhaite réorganiser son implantation dans le monde. La plupart des bureaux locaux sont alors fermés progressivement ; l'activité est désormais gérée depuis les bureaux londoniens, madrilènes et helsinkiens. La décision, motivée par des raisons économiques[12], aura des conséquences négatives notables sur l'activité des différentes versions du jeu. En effet, la plupart de ces salariés contribuaient à l'animation et à la résolution des problèmes rencontrés par les utilisateurs. Il existait surtout des liens très forts entre les salariés et les joueurs qui ont manifesté à plusieurs reprises leur désapprobation face à cette décision.
- Juin 2012 : la chaîne de télévision britannique Channel 4 mène une enquête sur la sécurité des utilisateurs au sein du jeu[13]. Elle révèle de graves dysfonctionnements en matière de modération. L'article, repris par plusieurs médias dans le monde entier, constitue un véritable séisme pour Sulake qui avait fait de la sécurité des utilisateurs sur son jeu un argument face aux réticences des parents. Face au scandale, Paul LaFontaine alors PDG de l'entreprise prend la décision de couper tout moyen de communication sur le jeu le temps de réaliser un audit des procédures de sécurité[14]. Le scandale ébranlera la société à tous point de vue: chute du nombre de connectés puisque ne pouvant bénéficier des fonctionnalités de base, retrait d'investisseurs[15] et perte de crédibilité vis-à-vis des parents.
- Août 2012 : ouverture d'une version turque du jeu. Afin de permettre l'installation de la communauté, les joueurs étrangers ne peuvent accéder dans un premier temps à cette version.
- Octobre 2012 : à la suite du dernier scandale et de la perte d'utilisateurs et de revenus que celui-ci a occasionnés, Sulake est encore dans l'obligation de procéder à des licenciements[16],[17],[18]
- Décembre 2012 : Pocket Habbo, une version simplifiée du jeu et adaptée pour les mobiles, est disponible sur la plupart des magasins d'applications.
- Mai 2013 : Sulake lance une opération de grande envergure contre les rétro serveurs, des copies illégales du jeu, en poursuivant le développeur d'un émulateur utilisé par un grand nombre de copies. Le pirate aurait ainsi écoulé plus de 1 000 versions de son émulateur.
- Septembre 2013 : M6 rompt son partenariat avec le jeu[19].
- Mai 2013 : la société Sulake France est radiée 8 ans après sa création. L'entreprise ne dispose plus d'aucun local ni salariés en France mais la version francophone du jeu est toujours ouverte à cette date[20].
- Mai 2014 : le jeu est disponible sur iPad grâce à une application disponible pour l'ensemble des communautés.
- Décembre 2014 : le jeu est disponible sur iPhone grâce à une application comprenant diverses fonctionnalités.
- 29 avril 2015 : fermeture des versions danoise, suédoise et norvégienne du jeu pour des raisons économiques
- Mars 2020 - Mai 2020 : dans le cadre du confinement de 2020 dû à la pandémie de Covid-19, les serveurs connaissent une hausse significative de leur trafic, le nombre de connexions ayant augmenté de 213 % depuis le 25 février 2020[21]
- Décembre 2020 : dans la perspective de l'abandon de la technologie Flash Player, Sulake lance la version bêta de son nouvel hôtel : Habbo 2.0. Celui-ci sera désormais développé à travers le moteur de jeu Unity.
- Janvier 2021 : à la suite de la suppression définitive du plugin Flash Player, tous les hôtels basculent unilatéralement sur la plateforme Unity. Cependant, en raison de l'instabilité des serveurs et au départ massif de joueurs, Sulake fait machine arrière et implémente près d'un mois plus tard une version téléchargeable de la version Flash Player du jeu, conjointement à la version Unity.

##### Origine du nom
Au vu du rapide développement que connaît le jeu qui est alors disponible en anglais, il devenait nécessaire pour l'équipe de trouver un nouveau nom à leur plateforme et qu'il serait facile à traduire et utiliser dans d'autres langues. Aapo Kyrölä rapporte le déroulement de cette réunion: « Retiisi (membre de l'équipe, ndlr) dit « happo » (« acide » en finnois) et les autres le transformèrent en « habbo ». [...] Le premier logo portait le nom « Grand Habbo Hotel », mais « Grand » a rapidement été supprimé ».

##### Historique des logos

Logo utilisé jusqu'en 2011
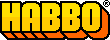
Logo utilisé à partir de 2011

## Terminologie et jargon
- Si vous ne connaissez pas le sujet, laissez ce bandeau (vous pouvez alors contacter les auteurs).
- Si vous supprimez le contenu mis en cause (vous pouvez préalablement contacter les auteurs),

argumentez précisément cette suppression dans la page de discussion
(un manque de référence n'est pas un argument ; une recherche réelle de référence doit avoir été effectuée, être formellement documentée).

### Badges
Les Badges constituent des insignes octroyées aux utilisateurs en fonction de la réalisation de certains objectifs spécifiques. Ces critères incluent, entre autres, la durée de connexion, le nombre consécutif de jours de connexion du joueur ou le nombre de sessions de jeu à certains mini-jeux. En outre, des badges spécifiques peuvent être décernés par l'équipe Habbo et les Webfans lors de la participation à des événements actuels ou en intégrant un groupe Habbo déterminé.

### Bots
Les Bots sont des entités robotiques qui prennent l'apparence d'avatars traditionnels et réagissent à des commandes et des mots-clés prédéfinis.
En 2012, dans le cadre de la campagne "Habbo Stars", l'introduction des Bots personnels a été effectuée.

### Écotron
Après l'arrivée de la Version BUILD dans l'Hôtel, cette section apparût dans le catalogue (connu plus tard sous le nom de Furni-Matic). Sa fonction était de recycler les mobis que les utilisateurs n'utilisent plus pour les déposer ultérieurement dans une machine virtuelle qui transformait 5 (puis 12) mobis en un nouveau mobi. Les mobis autorisés à être déposés possédaient une flèche verte sur la partie supérieure droite de leur description. Le mobi obtenu était ensuite déposé dans une Caisse Mystérieuse.
Il y avait de nombreuses possibilités disponibles à l'aide d'un petit menu. Bien que les mobis déposés pouvaient ne pas avoir de valeur, la machine fonctionnait comme une machine à sous et il était possible d'obtenir un mobi rare à partir d'un ensemble de mobis communs.
Avec l'actualisation de l'hôtel le 1er juin 2016, cette fonction a disparu sans annonce préalable du catalogue. Toutefois, il est toujours possible de voir les flèches vertes indiquant la recyclabilité des mobis.

### Effets
Les Effets furent introduits en décembre 2008 en même temps que les Pixels. Ils pouvaient être acquis à travers le Catalogue Pixel, dont la monnaie pouvait s'acquérir en gagnant des badges ou en accomplissant divers objectifs. Les Pixels pouvaient s'utiliser pour acheter les effets. Après une mise à jour, de nouveaux effets furent ajoutés. Cependant, ces effets ont une limite de temps d'une heure pour chaque effet.
Les utilisateurs avaient aussi la possibilité de louer des effets spéciaux pour leur salle privée pendant une heure, comme les effets d'explosion, de bulles ou de flammes. Toutefois, les Pixels furent supprimés en novembre 2012 bien que les effets puissent toujours s'acheter au Catalogue contre des Crédits. Depuis la mise en place des Duckets, il est possible d'acheter ces effets contre cette monnaie. Les effets peuvent coûter 30 ou 60 Duckets et 1 crédit. Actuellement, les effets se divisent en deux catégories : les Effets temporaires et les Effets permanents.
Depuis janvier 2021 et le passage à la version Unity, les Effets sont momentanément indisponibles[source insuffisante].

### Homepages

#### Homepages (2007 - 2015)
Les Homepages étaient des pages d'utilisateurs de Habbo où ces derniers pouvaient se décrire et raconter quelques faits importants sur eux. Les Homepages pouvaient se personnaliser en ajoutant, en retirant, ou en déplaçant des accessoires (connus sous le nom de Stickers), widgets, notes et fonds. Les widgets sont des objets qui s'utilisaient pour montrer quelques éléments basiques sur le propriétaire de la page, comme sa date d'inscription, ses badges, et ses amis. Les stickers et les fonds sont des éléments qui s'utilisent quant à eux pour décorer la page. Il était aussi possible d'acquérir plus d'objets grâce au Catalogue web dont les Homepages était dotées. Pour finir, les notes sont de petites annotations qu'il était possible d'ajouter sur sa propre page pour écrire quelque chose sur un sujet de son choix[réf. souhaitée].
Certaines de ces caractéristiques furent supprimées lors du Grand Mute, et les Homepages disparurent en septembre 2015 pour laisser place aux Profils Habbo, plus limités en termes d'options de personnalisation[source insuffisante].

### Marché
Le Marché est un endroit fictif de Habbo qui permet d'acheter et de vendre ses objets avec beaucoup plus de sécurité que le troc classique. Il est accessible à travers le Catalogue dans la section Marché. 
Avec l'arrivée de la version Unity de l'hôtel, le marché subit de profondes modifications.

### Mobis
Les mobis sont le mobilier virtuel de Habbo. Ils peuvent s'acquérir à l'intérieur de l'Hôtel à partir du Catalogue en utilisant des Crédits. Les utilisateurs peuvent utiliser les mobis pour décorer et meubler leur appartement privé. Les meubles peuvent s'échanger entre les utilisateurs dans les trocs. Beaucoup d'utilisateurs s'efforcent à réunir tous les mobis les plus rares et les collectors. Les meubles rares sont souvent en vente au Catalogue, mais pour une durée limitée, ce qui augmente leur valeur. Sulake a classifié les rares dans un nouveau système appelé Mobis Rares[source insuffisante], ces mobis n'étant en vente au catalogue que pendant un mois et n'étant plus mis en vente par la suite.
Les utilisateurs, en plus de mobilier, peuvent acquérir des fenêtres pour leur appartement, les appartements en étant à leur création dépourvus. Les mobis peuvent aussi être gagnés à la suite de compétitions et de jeux qui sont parfois organisés sur Habbo.

### Staff
Les Staffs Habbo, ou plus simplement appelés Staffs, sont des personnes employées par Sulake dont le travail est de gérer à la fois l'hôtel et d'autres tâches, comme la modération, les finances et la publicité. Ces personnes sont des salariés de Sulake et travaillent dans plusieurs bureaux à travers le monde.

#### Hotel Manager
Les Hôtels Managers sont des Staffs chargés de la communauté entière d'un Hôtel. La plupart des hôtels possèdent au moins un manager. Ils exercent plusieurs fonctions, comme la modération, les finances, la publicité, mais aussi l'organisation de compétitions et d'événements et les problèmes techniques que peuvent rencontrer l'hôtel. Alors que les modérateurs ont le préfixe MOD- devant leur pseudo, les Hotel Managers ne l'ont pas.

#### Modérateur
Les Modérateurs sont des membres du Staff dont le travail est de garantir la sécurité dans l'hôtel.

### Tags
Les tags étaient des mots-clefs qui servaient à montrer les goûts et préférences d'un utilisateur. Ils facilitaient la recherche d'utilisateurs qui partagent les mêmes goûts. Chaque utilisateur pouvait avoir jusqu'à 20 Tags et les changer quand il le désirait. Dans le cas des salles privées, chaque salle privée pouvait inclure jusqu'à 2 mots-clefs et facilitaient la recherche de salles tout en étant éditables par le propriétaire.

### VIP Club
Le VIP Club, également appelé VIP, était un abonnement introduit en avril 2010 qui proposait des avantages supplémentaires par rapport à ceux du Habbo Club. Contrairement à ce dernier, les abonnés du VIP Club recevaient deux badges (celui du Habbo Club et celui du VIP), ainsi que deux points échangeables contre des mobis spéciaux. Ils bénéficiaient également d’un choix élargi de vêtements, de couleurs et d’accessoires, en plus de disposer de davantage de formes pour leurs salles privées, incluant des escaliers ou l’absence de murs. Sur le marché, les abonnés du VIP pouvaient publier jusqu’à dix mobis à la fois, contre cinq pour les autres. Les commandes spéciales et les danses restaient identiques à celles proposées par le Habbo Club, et le badge augmentait de niveau tous les douze mois d’abonnement, comme pour le Habbo Club.
En mars 2012, le Habbo Club fut temporairement retiré de l’hôtel francophone au profit du VIP Club. Cependant, en janvier 2013, soit un peu plus d’un an plus tard, le Habbo Club fut réinstauré et le VIP Club définitivement supprimé.

### WIRED
En novembre 2010, la version 62 de Habbo introduit les mobis WIRED. Ce sont des mobis programmables qui permettent de contrôler n'importe quel autre mobi dans la salle. Pour les faire fonctionner, il est nécessaire de les empiler.

## Jeux

### Jeux classiques
Les joueurs ont la possibilité de concevoir leurs propres jeux et arènes à l'aide de mobilier et d'outils spécialement conçus à cet effet. Parmi ces outils, on retrouve notamment le Battle Banzai, version modernisée du Battle Ball aujourd’hui disparu, l’Ice Tag, inspiré du jeu du loup, ainsi que le Freeze, lancé en décembre 2010 et similaire à Snow Storm, bien qu’il se rapproche davantage du jeu Bomberman.
La participation à ces jeux est entièrement gratuite, tandis que la création de l’arène de jeu requiert l’achat de mobilier spécifique. Prendre part à l’un de ces jeux permet aux utilisateurs de gagner des points échangeables contre diverses récompenses.
On peut également citer la gamme de mobis Football, qui donne la possibilité de créer son propre stade de football, de lancer le ballon et de marquer des buts.

### Jeux de la communauté
Depuis la création de Habbo, les utilisateurs ont créé différents types de jeux à l'intérieur de leur salle, qui ont pour habitude d'être décorées selon la thématique du jeu.
La majorité de ces jeux sont inspirés de jeux de fête classiques ou de concours télévisés, mais sont parfois purement inventés par les joueurs eux-mêmes.
Liste des jeux présents sur l'Hôtel francophone :
| Nom français         | Nom anglais                   | Description |
| -------------------- | ----------------------------- | --- |
| Anagrammes           | Unscrambler                   | L’animateur propose une série de lettres mélangées. Le premier joueur à former un mot valide en utilisant toutes ces lettres gagne un point ou peut éliminer un joueur. |
| Ballon Game          | Balloon Game                  | L’aire de jeu est divisée en quatre sections, chacune associée à la couleur d’un ballon. Les joueurs piochent un ballon en entrant et doivent se rendre dans la section correspondante. L’animateur pioche ensuite un ballon : tous les joueurs ayant un ballon de la même couleur sont éliminés.                                             |
| Bank Game            | -                             | Chaque joueur est assis devant deux pièces d’un crédit. L’animateur dispose un dé devant le premier joueur, qui le lance ; le résultat détermine son sort. L’opération se répète pour chaque joueur, jusqu’à ce qu’il n’en reste qu’un, qui remporte le montant devant lui.                                                                   |
| Banzai Big Brother   | -                             | Grâce à un « téléporteur surprise », l’animateur apparaît aléatoirement devant un joueur. Le premier joueur sélectionné choisit deux personnes à mettre en danger. Lors d’une deuxième téléportation, un autre joueur sauve l’un des deux. Enfin, après une troisième téléportation, le joueur désigné décide lequel des deux restera en jeu. |
| Battle Foot          | -                             | Deux équipes de deux joueurs s’affrontent sur un terrain de football parsemé d'obstacles qui gênent les joueurs mais laissent passer le ballon. |
| Bingo                | -                             | Chaque joueur lance un dé pour tenter d’obtenir le même nombre que celui de l’animateur. Le dernier à ne pas y parvenir est éliminé. |
| Casino               | -                             | Cette salle regroupe différents jeux d’argent, tels que le 13 or 31. Le joueur mise des crédits convertis en magots. S’il dépasse le nombre indiqué (13 ou 21), il perd sa mise ; si le croupier le dépasse, il gagne le double. Depuis la décision de Sulake du 7 avril 2014 interdisant les jeux de hasard, ce jeu est devenu indisponible. |
| Chaises musicales    | Falling Furni                 | Les joueurs se placent sur une aire de jeu. L’animateur y dispose des sièges au hasard. Lorsque la musique s’arrête (ou sur signal), chacun tente de s’asseoir ; celui qui n’y parvient pas est éliminé. |
| Jeu de l'habit       | Costume Change, Cozzie Change | L’animateur annonce un thème ; chaque joueur s’habille en conséquence. À chaque tour, la tenue la moins pertinente est éliminée. Le jeu se poursuit jusqu’à ce qu’il ne reste qu’un gagnant. |
| Jeu de la taupe      | The Mole                      | Un joueur est désigné comme la « Taupe ». À chaque tour, celle-ci élimine un joueur de son choix. Les autres votent alors pour identifier la Taupe. Si elle reçoit la majorité des votes, elle est éliminée et une nouvelle Taupe est nommée ; sinon, la personne visée est éliminée.                                                         |
| Jeu donne            | Giveaway                      | L’animateur distribue des mobis sans condition ou par le biais d’un mini-jeu de hasard. Par exemple, des téléporteurs dirigent les joueurs vers des lots placés par l’animateur. |
| Jeu du béret         | Dodgeball                     | Deux équipes sont formées. Chaque numéro de joueur est associé à la face d’un dé. Lorsque l’animateur lance le dé, les joueurs correspondant au résultat courent au centre du terrain. |
| Jeu du célibataire   | Kick the ugly                 | Une équipe de filles affronte une équipe de garçons. À l’annonce de l’animateur, les filles désignent le garçon qu’elles jugent le moins bien habillé, puis les garçons font de même. Ce processus se répète jusqu’à la formation du dernier couple restant, qui l’emporte.                                                                   |
| Jeu du frigo         | Fridge Game                   | Les joueurs piochent un aliment dans un réfrigérateur, chacun déterminant un sort particulier (perdre, continuer ou éliminer un autre joueur). Les objets, par exemple carotte, verre d’eau ou glace, ont des effets préétablis. |
| Jeu du mot de passe  | Telephrase                    | Le déclencheur WIRED « L’utilisateur prononce le mot de passe » et l’effet « Téléporte vers un Mobi » sont utilisés. L’animateur donne un thème ; le joueur qui trouve le mot précis inscrit dans le WIRED est téléporté (et donc sauvé). Le dernier non téléporté est éliminé à chaque tour.                                                 |
| Kick Wars            | -                             | Deux équipes s’affrontent. L’objectif est d’exclure (bouton « Exclure ») les joueurs adverses tout en évitant d’être soi-même exclu. |
| Labyrinthe           | Maze                          | Un ensemble de salles propose divers obstacles et énigmes. Les joueurs doivent les franchir pour atteindre la sortie. Les parcours peuvent inclure des objets-pièges et des défis de rapidité ou de réflexion. |
| Mario Kart           | -                             | Ce jeu consiste en une course sur plusieurs salles, généralement par équipes de deux. Le premier à franchir la ligne d’arrivée (ou à boucler le parcours) remporte la partie. |
| Ne touche pas le mur | Don't hit my wall             | Six chaises sont alignées face à un mur. L’animateur lance un dé ; le joueur dont le numéro de chaise correspond à la valeur du dé avance d’une case. Quand un joueur atteint le mur, il est éliminé. Le dernier en lice gagne. |
| Ne touche pas le sol | Melting carpets               | L’animateur lance un dé et retire (ou remet) le tapis associé au chiffre obtenu. Si un joueur marche sur le sol mis à nu, il est éliminé. |
| Nervous Game         | -                             | Les joueurs s’installent en cercle autour d’un siège central. Quand l’animateur pioche un objet défini (ex. : carotte), tous se précipitent pour s’asseoir. Le premier à y parvenir obtient un lancer de dé dont les effets varient selon la configuration choisie par l’organisateur.                                                        |
| Patate Chaude        | Shout it out                  | Les joueurs sont assis devant un tapis roulant. L’animateur choisit un thème et place un objet au début du tapis. Lorsqu’il arrive devant un joueur, celui-ci doit énoncer un mot correspondant au thème. Le jeu continue jusqu’à ce que tous les joueurs soient passés ou qu’un joueur n’ait pas respecté la consigne.                       |
| Petit bac            | Trivia Races                  | L’animateur propose un thème et une lettre. Le premier joueur à citer un mot commençant par cette lettre et lié au thème avance d’une case (ex. : « Cerise » pour « Fruit en C »). Plusieurs variantes existent. |
| Plus ou moins        | Higher or Lower               | Une zone de jeu est divisée en deux sections : « Plus » et « Moins ». L’animateur lance un dé, puis laisse quelques secondes aux joueurs pour choisir une section. Le dé est relancé : si le nombre est supérieur au précédent, les joueurs dans « Moins » sont éliminés, et inversement.                                                     |
| Sauve-toi            | Danger Zone                   | Les joueurs se trouvent sur un parcours où circulent des objets de type « témoins » (souvent munis d’un WIRED) qui téléportent hors du jeu tout joueur qui entre en collision avec eux. L’objectif est d’éviter d’être éliminé. |
| Touché-coulé         | Rare Grabber                  | Le joueur mise une somme de crédits convertis en magots, puis lance deux dés. Les chiffres indiquent une position sur le tableau de jeu ; si un objet s’y trouve, le joueur le remporte. Ce jeu est indisponible depuis l’interdiction des jeux de hasard le 7 avril 2014.                                                                    |
| Zombie Run           | Haunted Mansion               | Les joueurs tentent de rester à distance de « zombies » ou de « tueurs », qui peuvent exclure un joueur à proximité. Souvent, plusieurs salles successives forment un parcours où les survivants progressent jusqu’à la fin du jeu. |

## Interface

### Barre de dialogue
Permet d'écrire ce que l'utilisateur souhaite, dont le contenu s'affichera sous forme de phylactères. Il est possible de parler, de crier et de murmurer.

### Messagerie instantanée
Permet de discuter avec un autre Habbo en privé sans que celui-ci ne soit présent dans la pièce, et à condition d'avoir ce dernier dans sa liste d'amis.

### Liste d'amis
Anciennement appelée Habbo Console, c'est une liste des utilisateurs de l'hôtel qui ont accepté en ami le joueur. À partir de cette liste, il est possible de contacter ses amis. Depuis juillet 2019, il est possible d'avoir 550 amis (au lieu de 300) dans sa liste, et ce sans abonnement au Habbo Club, la limite passant à 1100 si abonné à ce dernier.

### Navigateur
Il inclut tous les lieux de l'hôtel qu'il est possible de visiter.

### Boutique (ou Catalogue)
Il existe sur Habbo une grande variété de meubles et d'objets connus sous le nom de Mobis. Une partie de ces meubles sont disponibles toute l'année dans le Catalogue. Mais la grande majorité sont uniquement présents à une certaine période de l'année ou durant un événement particulier, voire ne reviennent jamais. Par exemple, les mobis de Noël, Saint-Valentin, Pâques et Halloween ne sont présents que durant les périodes de l'année associées à ces fêtes.

### Entrepôt BC
C'est un entrepôt qui permet à l'utilisateur de placer une grande gamme de Mobis empruntés dans le catalogue du Builder Club. Avec ces mobis, il est possible de construire des salles, espaces, et bien plus.

### Inventaire
L'Inventaire contient tous les mobis, badges, animaux et bots que le joueur possède. C'est depuis l'Inventaire que le joueur prend des mobis, animaux ou bots pour construire ses apparts, ou les vend au Marché (ce dernier ne servant que pour les mobis). Il est aussi possible depuis l'inventaire de gérer son palmarès de Badges. Autrefois, l'Inventaire était connu sous le nom de Grosse Main. Cependant, à la suite du lancement le 4 novembre 2009 de la phase bêta numéro 6 du jeu, cette dernière disparut.

## Monnaies

### Crédits
Les Crédits sont la monnaie utilisée sur Habbo. Les Crédits se trouvent dans le Catalogue, accessible depuis n'importe quel endroit du jeu, y compris depuis la page principale. Les mobis peuvent être échangés contre des crédits, mais aussi contre d'autres mobis à travers le système de troc[source insuffisante]. L'abréviation souvent utilisée par l'hôtel francophone pour désigner les crédits est c, qui représente le mot "Crédits". Initialement, lorsqu'un utilisateur échangeait ses mobis contre des crédits, les crédits reçus restaient sous forme de magots dans son inventaire. Cependant, le 8 février 2016, Sulake modifie les modalités du troc : désormais, les magots se convertissent immédiatement en crédits dans le porte-monnaie. Cette mise à jour fut très mal reçue auprès de la communauté des joueurs.

### Pixels
Les Pixels étaient une monnaie qui permettaient d'acheter des effets spéciaux à durée limitée pour décorer son personnage. Il était possible de combiner ces Pixels avec des Crédits pour acheter certains types d'objets dans une section du catalogue nommée Boutique Pixel. Ils s'obtenaient en gagnant des badges, en réalisant des défis ou en passant tout simplement du temps dans l'Hôtel. Les mobis de bienvenue que chaque nouvel utilisateur recevait pouvaient s'acheter grâce aux Pixels et ne pouvaient ni s'échanger, ni se vendre.
En prévision de la suppression des Pixels fut mis en place début 2011 un nouvel onglet dans la Boutique Pixels : les mobis Kuurna. Ces derniers valaient beaucoup plus que les mobis de bienvenue, mais pouvaient s'acheter en couplant Crédits et Pixels. Ils disparurent le 25 juin 2012.

### Duckets
Les Pixels furent remplacés par les Duckets sur tous les hôtels le 1er mars 2013. Cette nouvelle monnaie est symbolisée par un rond rose composé d'un canard en son centre. Il est possible d'avoir jusqu'à 1300 Duckets au maximum en cas de non adhésion au Habbo Club et 2600 si adhérant à ce dernier[source insuffisante]. Ils furent lancés à la fin de la campagne Saint-Valentin de 2013 et rajoutent de nouvelles fonctionnalités aux Pixels, comme la possibilité de louer des mobis.
À partir de septembre 2016, les fonctionnalités des Duckets furent drastiquement changées : il n'est désormais plus possible de louer des mobis, les Duckets servant simplement à acheter certaines gammes de mobis avec ou sans crédits additionnels. Les catégories de mobis accessibles avec cette monnaies varient chaque semaine.

### Diamants
Les Diamants furent instaurés dans les Hôtels au niveau international en mai 2014. Actuellement, les diamants ne peuvent s'acheter par aucun moyen. Pour chaque crédit acheté, peu importe le moyen de paiement (excepté les échanges entre utilisateurs), le joueur recevra un diamant. Les Diamants peuvent s'utiliser pour acheter au Catalogue de nombreux mobis qui ne peuvent s'acheter qu'avec cette monnaie spéciale.

## Mode de fonctionnement

### Modèle économique

#### Fonctionnement
Pour stimuler l'achat de crédits, l'entreprise mène toute l'année des campagnes événementielles durant lesquelles de nouvelles collections thématiques de mobilier sont proposées. On trouve ainsi chaque année de nouvelles collections consacrées à Noël, Halloween, Pâques ou au nouvel an chinois. Parallèlement à la mise en vente, des concours et des animations sont proposées aux joueurs toujours dans un but promotionnel. L'intérêt pour le jeu est aussi entretenu de par les mises à jour régulières effectuées qui apportent au jeu de nouvelles fonctionnalités[source insuffisante],.[source insuffisante]
Les utilisateurs ont la possibilité de s'abonner, moyennant participation, à des clubs censés apporter au joueur de nouvelles fonctionnalités et avantages dont il ne pourrait pas disposer avec son compte gratuit. Initié d'abord avec le Habbo Club, le jeu a ensuite développé le VIP Club[source insuffisante] aujourd'hui supprimé[source insuffisante]. Un abonnement d'un mois au Habbo Club coûte 3,99 € le mois[source insuffisante].
La principale critique des utilisateurs à l'encontre du jeu réside dans le prix des Crédits Habbo jugé excessif et qui constitue une des raisons pour lesquelles les utilisateurs se détournent du jeu original pour des copies illégales où le mobilier et les fonctions équivalentes à celles du Habbo Club sont offertes gratuitement.
Pour tenter de répondre aux critiques, Sulake a lancé le 18 décembre 2013 un nouveau club : le « Builders Club ». En s'abonnant, les joueurs ont la possibilité d'utiliser sans supplément des centaines de meubles dans leur appartement ce qui leur permet de ne plus les acheter à l'unité dans le catalogue. La limite en meubles disponibles augmente chaque mois. Le paiement par carte bancaire de l'abonnement permet une reconduction tacite. Un abonnement d'un mois au Builder Club est facturé 10,00 €[source insuffisante].
Les joueurs peuvent aussi acheter un abonnement Habbo Club et Builder Club avec des Crédits et Diamants dans le jeu (dans la Boutique du jeu).

#### Micropaiement
Afin de toucher ses utilisateurs les plus jeunes, Sulake propose aux utilisateurs un large choix de moyens de paiement. Ils permettent d'acheter des crédits, des mois d'abonnement aux différents clubs ainsi que des packs de mobilier. Le paiement en ligne est assuré par l'entreprise Zong, filiale de eBay, pour le compte de Sulake[réf. souhaitée].

## Communauté

### Animation de la communauté
La communauté est animée par des salariés de l'entreprise Sulake qui organisent des jeux, des concours et des compétitions afin de divertir la communauté et promouvoir les nouvelles gammes de mobilier[source secondaire souhaitée].
D'abord assurée par des salariés de la filiale française de Sulake, cette mission est depuis la fermeture du bureau parisien assurée par une équipe située dans les locaux madrilènes[source secondaire souhaitée].

## Sécurité et modération

### Sécurité
L'accès au jeu est en théorie réservé aux personnes âgées de 13 ans ou plus au moment de l'inscription, les utilisateurs mineurs doivent disposer de l'autorisation de leurs parents pour s'inscrire[réf. souhaitée]. Il n'est pourtant effectué aucune vérification quant à l'âge des utilisateurs à leur inscription[réf. souhaitée].
Sulake a fait de la sécurité de ses utilisateurs une priorité mais aussi un argument commercial[réf. nécessaire].

### Modération
Au lancement du jeu, la modération était effectuée par des joueurs bénévoles, les « Hobbas ». Reconnaissables par leur insignes, ils participaient à l'animation et à la modération du jeu qui était encore très confidentiel. Quelques-uns de ces bénévoles ont par la suite été salariés par Sulake pour permettre le développement du jeu[réf. nécessaire].
Selon la société, ce seraient près de 200 modérateurs qui seraient employés pour surveiller le jeu et exclure les utilisateurs ne respectant pas les conditions d'utilisation. Elle emploierait des méthodes strictes quant à la sélection de ces modérateurs : « Les membres du personnel ont tous été soumis à une enquête de moralité. Ils justifient tous d'une expérience significative en matière d'animation de communautés Internet ». Chaque jour ce sont près de 70 millions de messages qui sont écrits par les utilisateurs, un volume tel qu'il ne permet pas aux modérateurs de vérifier les conversations envoyées dans leur globalité. Sulake a donc mis en place un système de filtre qui remplace instantanément les expressions grossières, à caractère sexuel ou racistes par des astérisques.
Les joueurs sont invités à rapporter tout contenu ne respectant pas la « Habbo Attitude » (ndlr, règles de la communauté) aux modérateurs qui effectuent alors un contrôle à postériori et prennent les mesures adéquates.
En 2012, une enquête menée par un ancien joueur[pertinence contestée] révèle que les modérateurs surveillant le jeu ne sont pas des employés de l'entreprise Sulake. En 2007, la société avait ainsi procédé au licenciement de 8 modérateurs qu'elle employait sous son propre nom pour confier cette mission à une autre entreprise basée en France. L'enquête établit également des liens entre la société à laquelle Sulake a sous-traité la modération et une autre société située en Tunisie. Cette dernière profiterait des coûts salariaux faibles du pays pour proposer un service financièrement attractif.
Le jeu étant originellement ouvert 7j/7 et 24h/24, répondre à la promesse d'un jeu continuellement modéré représente finalement l'un des coûts les plus importants que la société devait supporter. Les horaires d'ouverture du jeu seront ainsi revus en février 2013.

### Copies illégales du jeu
Le jeu ainsi que le site dans leur globalité sont soumis au droit d'auteur qui interdit théoriquement la reproduction sans le consentement du créateur d'une ou plusieurs parties du contenu. Il est fait une exception pour les sites relayant l'actualité de jeux, appelés « sites de fan », et qui peuvent utiliser et reproduire des images du jeu. Mais le jeu fait l'objet de nombreuses copies illégales appelées « rétro serveurs ».
À l'inverse de la version originale, ces copies permettent généralement aux utilisateurs de disposer gratuitement de mobilier ou d'avoir accès à d'autres fonctionnalités. Si certains utilisateurs cherchent dans ces copies le moyen de pouvoir jouer gratuitement, d'autres y trouveront plus d'animations ou encore la possibilité de jouer à des jeux de rôle de façon plus poussée. Certaines copies n'ont pas suivi l'évolution du jeu et restent volontairement dans d'anciennes versions,.
Pour se distinguer des copies, Sulake met notamment en évidence le manque de sécurité et de modération au sein des copies et rappelle régulièrement leur caractère illégal.
Ces copies illégales constituent un manque à gagner important pour la société éditrice du jeu qui s'emploie régulièrement à faire fermer ces copies ou les sites permettant de créer de nouvelles copies. Reproduire le jeu constitue une infraction assimilable à de la contrefaçon et pouvant faire l'objet de poursuite judiciaires même si les utilisateurs de copies ne semblent pas pouvoir être inquiétés. En mai 2013, après une action judiciaire, Sulake a obtenu l'arrêt de la distribution d'un émulateur permettant de réaliser des copies du jeu. Le pirate aurait ainsi écoulé plus de 1000 licences de son émulateur.

## Partenariats

### Engagement social
Dans la plupart des versions du jeu, des partenariats ont été noués avec des associations ou des organisations à but non lucratif pour sensibiliser et dialoguer avec les jeunes sur des sujets qui les concernent. Les joueurs sont invités à se rendre dans un appartement décoré en forme de bus, appelé « infobus », dans lequel ils discutent par petit groupes autour d'un thème fixé à l'avance. La discussion est animée et encadrée par des professionnels de santé[réf. nécessaire].
Dans sa version française, Sulake s'est associée dès 2007 avec l'organisme Fil Santé Jeunes[source insuffisante]. En 2008, 3 267 jeunes auraient participé aux rencontres organisées au sein du jeu. Entre 2012 et 2013, le partenariat avait été suspendu à la suite de la coupure des moyens de communication au sein du jeu et à la fermeture du bureau français[réf. souhaitée].
Dans le reste du monde, les discussions sont animées par d'autres organisations comme l'UNICEF ou encore la Croix Rouge.

### Rencontres avec artistes et célébrités
Le jeu accueille régulièrement des artistes et des célébrités dans ses locaux. Pendant généralement plus d'une heure, ces derniers peuvent échanger avec les utilisateurs dans un appartement créé spécialement pour l'occasion. La rencontre est filmée puis publiée sur les réseaux sociaux. Depuis la fermeture des bureaux français de Sulake, peu de rencontres ont été organisées.
Dans le cadre de son partenariat avec la chaîne de télévision M6, de nombreux candidats et animateurs ont été reçus sur le jeu. C'est notamment le cas avec les émissions X Factor et Nouvelle Star.
En mai 2008, Habbo lance le « Habbo Music Festival ». Il s'agit du premier festival de musique en ligne dont le but est de récompenser les nouveaux talents musicaux. Le jeu a ainsi reçu 9 artistes dont Zaho et Big Ali.
À l'été 2013, avec « Habbo Palooza », Sulake reprend le principe de festival musical en ligne et l'étend à l'ensemble des communautés[réf. souhaitée].

## Controverses
Selon l'association Common Sense Media qui étudie les effets que les médias et la technologie ont sur les jeunes utilisateurs, le site Habbo est dominé par les propos orduriers et les salles de chat sexuel, lui donnant une étoile sur cinq et ne recommande pas sa fréquentation, quel que soit l'âge de l'enfant.

### Raids des Anonymous
En 2006 et 2007, le jeu est la cible fréquente de raids qui auraient été organisés par le groupe d'activistes Anonymous. Sur le site internet 4chan, fréquenté par ces activistes, des rumeurs non-fondées faisaient état d'agissements racistes de la part des modérateurs du jeu qui excluraient arbitrairement les utilisateurs en fonction de la couleur de peau de l'avatar. Des utilisateurs se sont alors inscrits sur le jeu, ont revêtu une coupe de cheveux afro ainsi qu'un costume gris et ont bloqué l'entrée de la piscine du jeu. Les activistes formaient avec leurs avatars une croix gammée et répétaient le message « pool closed due to AIDS (piscine fermée car infectée par le SIDA) ». Ces manifestations qui, selon les participants, « n'étaient pas racistes mais une blague entre utilisateurs » ont donné naissance au groupe de griefers Patriotic Nigras (en).

### Hameçonnage
Les utilisateurs de Habbo sont régulièrement la cible de tentatives d'hameçonnage de la part d'autres utilisateurs mal intentionnés[réf. nécessaire], permettant alors aux fraudeurs de transférer les biens virtuels des victimes sur leurs comptes.
En novembre 2007, un adolescent hollandais a d'ailleurs été interpellé par la police qui lui reproche d'avoir volé 4 000 euros de meubles virtuels à de nombreuses victimes.

### Achat de crédits
La facilité pour les adolescents d'acheter des Crédits Habbo, la monnaie virtuelle du site, sans l'accord de leurs parents inquiète également de nombreux parents et associations.
En 2009, parce qu'elle avait refusé de payer les « Crédits Habbo » facturés par Internet, la Maison des jeunes de Questembert (Morbihan) a vu sa connexion internet coupée. En effet, c'est grâce à cette facilité de paiement que deux enfants de cette maison ont dépensé en trois mois 600 euros pour acheter des Crédits, sans avoir reçu l'accord des responsables de l'association. Afin de se protéger juridiquement de ces excès, le site diffuse des messages incitant à demander l'autorisation parentale, sous peine d'exclusion définitive du site.

### Cybersexe et pédophilie, la modération du site remise en question
Le 12 juin 2012, un reportage de la chaine anglaise Channel Four News dénonce des lacunes dans la modération des contenus à caractère sexuel des messages en ligne par Habbo. Une journaliste s'étant faite passer pendant 2 mois pour une jeune fille de 11 ans sur le site anglophone de Habbo, a été témoin de discussions et d'interactions d'une nature sexuelle explicite, lui a aussi été demandé si elle avait une webcam et si elle acceptait d'aller discuter sur MSN ou Skype.
L'affaire a pris de l'ampleur quand il est apparu que deux personnes déjà reconnues coupables d'abus sexuels sur des d'enfants avec lesquels ils étaient amis sur Habbo continuaient à utiliser régulièrement l'hôtel. L'une de ces personnes, Matthew Leonard, 21 ans, de Billericay en Essex, a été condamné à sept ans de prison après avoir reconnu avoir tenté de gagner la confiance de jeunes filles rencontrées sur Habbo avec l'intention d'avoir une relation sexuelle avec elles.
La conséquence en a été le retrait de la vente des cartes de crédits Habbo pour trois détaillants britanniques, ainsi qu'au départ des deux plus grands actionnaires de la société,. Paul La Fontaine annonce officiellement l'arrêt temporaire de toutes formes de chat avec les produits de sa société.
Ce n'est que le  26 juin 2012 que cette fonction est de nouveau disponible pour les déclinaisons finlandaise, brésilienne et espagnole du site. Le 29 juin, ce sont les hôtels français, allemand, italien et néerlandais qui peuvent désormais se servir à nouveau du chat.
Un questionnaire de sécurité visant à s'assurer des problématiques liées à l'utilisation des messageries instantanées est déployée et constitue une étape obligatoire pour tout utilisateurs désireux de chatter à nouveau. Un système de filtres par mots clés est aussi développé pour contrôler les propos avant leur publication. Néanmoins, il est toujours impossible d'écrire sur les « post-its » (billets où l'on peut écrire qu'on colle sur les murs des apparts) et de faire des « événements » (invitations à des jeux, troc, rencontres, etc. qui apparaissent dans la liste des apparts). Les forums et les mini-mails, messages instantanés et pages personnelles restent désactivés à ce moment. L'entreprise annonce par ailleurs choisir deux parents par hôtel afin de recueillir leurs avis vis-à-vis des évolutions futures du produit[réf. obsolète].
Le 19 juillet 2012 voit les fonctions post-its, invitations chat par console et messages « wired » être de nouveau possibles, d'autres restant indisponibles (pages personnelles, forums, minimails, évènements, écriture de liens dans la conversation). Depuis[Quand ?], les pages personnelles et forums ont été réactivés mais pas les mini-mails ni le fait de pouvoir écrire des liens externes dans la conversation.
À la suite de ce scandale, Habbo a été classé 6e des plus gros scandales de l'année 2012 par la chaîne Channel 4.

### Affaires consécutives
Malgré la controverse, les forums sont remis en place, conduisant à un nouveau double scandale en mars 2013 au Brésil où ont été rapportés des cas de racisme très violents et en Allemagne où la pédophilie a été de nouveau soulevée.

### Le fonctionnement d'Habbo en danger
Habbo utilisait jusqu'en janvier 2021 une technologie nommée Flash, mais celle-ci était en danger depuis plusieurs années car Facebook, Mozilla et Apple essayaient de l'arrêter. Cette situation était légèrement similaire à celle de la disparition de Shockwave en mai 2012, sauf que cette fois-ci l'application était amenée à disparaître définitivement. Habbo a donc été obligé de changer de technologie afin de refaire fonctionner son jeu pour pallier cette suppression et développe désormais ses serveurs sur le moteur de jeu Unity.

## Applications mobiles

### Applications associées
En 2009, Sulake lance « Bobba Bar », sa première application mobile. Comme Habbo, il s'agissait d'un monde virtuel mais disponible uniquement depuis des plateformes mobiles et destinée à des utilisateurs plus âgés. L'application permettait à des joueurs du monde entier, âgés de plus de 17 ans, de se rencontrer et de discuter dans des lieux publics virtuels comme des bars ou des clubs,.
L'application est retirée du marché et n'est plus accessible depuis le 7 avril 2014.

### Jeux mobiles liés au jeu
En cohérence avec la stratégie suivie pour développer et promouvoir le jeu, Sulake a fait appel à plusieurs reprises à des sociétés tierces afin de développer des jeux aux univers plus ou moins éloignés de Habbo. Les applications développées permettent d'obtenir des gains récupérables sur Habbo. L'entreprise souhaite ainsi faire le lien entre les plateformes mobiles et les plateformes traditionnelles.
En 2012, Sulake lance une nouvelle application « Niko » disponible également gratuitement mais comportant des achats in-app qui permettaient de débloquer de nouveaux mondes. D'abord disponible sur l'Apple Store, ce jeu de plateforme a ensuite été disponible sur le Google Play Store. Les joueurs pouvaient remporter du mobilier ainsi que des badges (insignes) pour le jeu Habbo.
À compter du 23 juin 2014, les applications « Lost Monkey » et « Niko » ne sont plus disponibles sur les magasins d'application ; il sera également impossible de les connecter à Habbo. Sulake n'assure désormais plus le support de ces applications. Les applications peinaient à se faire une place parmi celles déjà existantes.

### Applications permettant d'accéder au jeu
Changeant l'axe de sa stratégie mobile, Sulake souhaite désormais se concentrer uniquement sur son jeu Habbo et créer des applications mobiles permettant d'y accéder. En effet, l'utilisation de la technologie Flash pour accéder au jeu pose un problème de compatibilité avec la plupart des plateformes mobiles disponibles sur le marché. Créer une application distincte mise à disposition sur un magasin d'application est ainsi le moyen pour les utilisateurs de jouer depuis la plupart des plateformes mobiles (smartphone, tablette, etc).
En décembre 2012, Sulake lance « Pocket Habbo », une version simplifiée du jeu qui ne permet pas de profiter de toutes les fonctionnalités du jeu.
Depuis mai 2014, les utilisateurs d'iPad peuvent télécharger une application mobile spécifique permettant un accès complet et adapté pour écran tactile au jeu. Des achats in-app permettent d'effectuer des achats sur le jeu.
Depuis juin 2016, Habbo est disponible sur IOS et Android.

## Habbo dans le monde

### Anciennes communautés
| Pays       | Date d'ouverture | Date de fermeture |
| ---------- | ---------------- | ----------------- |
| Australie  | novembre 2004    | 2 juin 2010       |
| Canada     | juin 2004        | 5 mai 2010        |
| Chine      | juillet 2006     | 24 août 2007      |
| Japon      | février 2003     | 16 avril 2009     |
| UK Irlande |                  |                   |
| Singapour  | décembre 2004    | 4 juin 2010       |
| Danemark   | décembre 2004    | 29 avril 2015     |
| Norvège    | juin 2004        | 29 avril 2015     |
| Suède      | décembre 2003    | 29 avril 2015     |